# Pont de la Rasa
El Pont de la Rasa és un pont de Vallmoll, a l'Alt Camp. És una obra protegida com a bé cultural d'interès local.
Està situat a prop de l'ermita del Roser i cal travessar-lo per arribar-hi. És un pont construït en pedra, d'arc ojival. El pes és transmés obliquament per forces de compressió als dos estreps. Té baranes de pedra a la part superior, a ambdós costats del camí.
Pel pont de la Rasa passava l'antic camí de Tarragona a Valls i Lleida. Servia per travessar la rasa que se'n deia del Senyor, degut al fet que la propietat d'aquelles terres corresponia al Baró de Va l, qui hi tenia un feu. El pont és d'origen molt antic. Apareix esmentat als documents medievals, i l'autor R. Pinyes pensa que els estreps i els muntants són d'època romana.